# Sankt Nicolai kyrka, Simrishamn
Sankt Nicolai kyrka är en kyrka i centrala Simrishamn och församlingskyrka i Simrishamns församling i Lunds stift. Den är helgad åt Sankt Nicolaus, sjömännens skyddshelgon.

## Kyrkobyggnaden

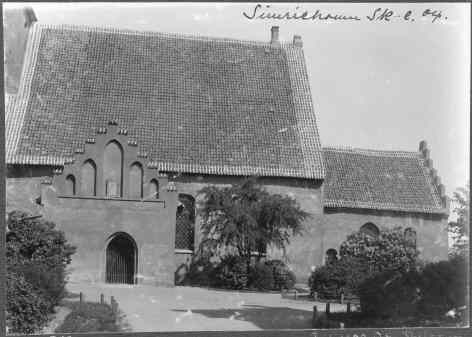
Kyrkan från söder 1900 innan putsen togs bort.

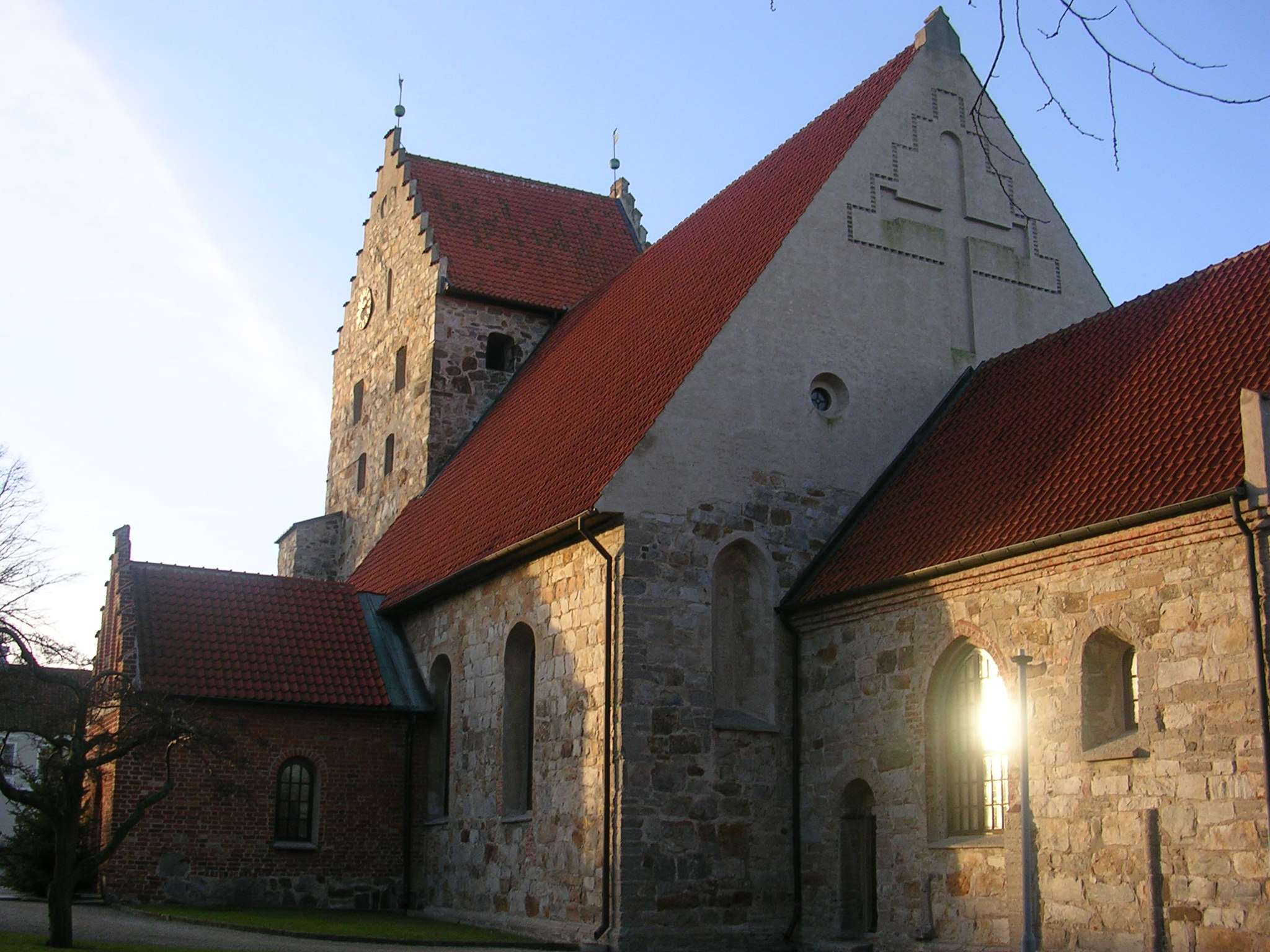
Skymning.

När kyrkan ursprungligen uppfördes är okänt, men den äldsta delen är det nuvarande koret som vid uppförandet bara var ett fiskarkapell. Sedermera byggdes kyrkan ut väsentligt. 1953 fick kyrkan sitt nuvarande yttre utseende då man tog bort putsen och kvartsiten framhävdes.
Kyrkans golv täcks till stor del av gravstenar.

## Inventarier
Predikstolen dateras till 1626 och snidades troligen av Claus Clausen Billedsnider under Kristian IV:s regeringstid. På predikstolen finns följande fem latinska inskriptioner (svensk översättning är motsvarande stycke i Bibel 2000):
Kronan: Cœlum et terra transibunt verba autem mea minime transibunt (Luk 21:33) "Himmel och jord skall förgå, men mina ord skall aldrig förgå."
Korgen: Evengelium Christi potentia Dei est ad salutem cuivis credenti. (Rom 1:16) "Det (Kristi evangelium) är en Guds kraft som räddar var och en som tror."
Korgen: Amen amen dico vobis: Si quis sermonem meum observaverit mortem non videbit aeternum. (Joh 8:51) "Sannarligen, jag säger er: den som bevarar mitt ord skall aldrig någonsin se döden."
Korgen: Beati illi qui audiunt sermonem Dei et custodiunt eum."
Ovanför dörren: Sanctifica nos Tua veritate: sermo ille Tuus veritas est. (Joh 17:17) "Helga dem genom sanningen; ditt ord är anning."
Anders Madtsen, ridfogde till Gladsax hus, borgmästare i Simrishamn 1620-1636, ridfogde i Albo härad 1627-1635, donerade predikstolen.

### Orgel
- 1707 byggdes en orgel i kyrkan.
- 1778 byggde Andreas Malmlöf, Malmö en orgel med 8 stämmor. År 1837 restaurerades den av Larsson från Killesjö som försåg den med pedal. 1878 blev den grundligt renoverad av Johannes Magnusson, Göteborg. Då var Magnusson lärling hos Salomon Molander. 28 februari 1891 såldes den till kyrkans kantor B. E. Lindvall för 49 kronor 50 öre i dåvarande valuta. Denna såldes 2 mars till en person från Vallby för 130 kr. Han skulle sälja orgeln till någon kyrka och om beloppet blev högre än 130 kr. så skulle överskottet delas mellan de båda.[1]
- 1891 byggde Åkerman & Lund, Stockholm en orgel med 11 stämmor.
- 1928 byggde A. Mårtenssons Orgelfabrik AB, Lund en orgel med 17 stämmor.
- Den nuvarande orgeln byggdes 1964 av Olof Hammarberg, Göteborg och är en mekanisk orgel med ny fasad.

| Huvudverk I     | Bröstverk II      | Pedal        | Koppel |
| Principal 8´    | Rörflöjt 8´       | Subbas 16´   | I/P    |
| Gedakt 8´       | Gedakt 4´         | Pommer 8´    | II/P   |
| Oktava 4'       | Principal 2'      | Oktava 4'    | II/I   |
| Spetsflöjt 4'   | Nasat 1 1/3'      | Nachthorn 2' |        |
| Blockflöjt 2'   | Scharf II         | Fagott 16'   |        |
| Sesquialtera II | Regal 8'          | Trumpet 4'   |        |
| Mixtur IV       | Crescendosvällare |              |        |